# Lifan
Lifan Motor Group est un groupe industriel chinois fondé en 1992, et établi à Chongqing. Il compte plus de 14 000 employés en 2008.

## Données économiques
Le groupe Lifan produit surtout des deux-roues, mais également des automobiles et des moteurs. Le chiffre d'affaires atteint 12 milliards de yuans, soit 1,1 milliard d'euros en 2007. En juillet 2007, l'assureur américain AIG annonce l'acquisition proche de 13,5% du capital du groupe Lifan pour 90 millions de dollars, ce qui fera de lui le 2e actionnaire.
- En 2006, 1,33 million de deux-roues ont été vendues, ainsi que 254 000 moteurs. Les capacités de production atteignent 2,5 millions de deux-roues par an.
- La branche Lifan Automobile se développe depuis 2004. C'est donc un tard venu sur le marché chinois. La capacité de production n'est que de 100 000 voitures par an.

## Exportations

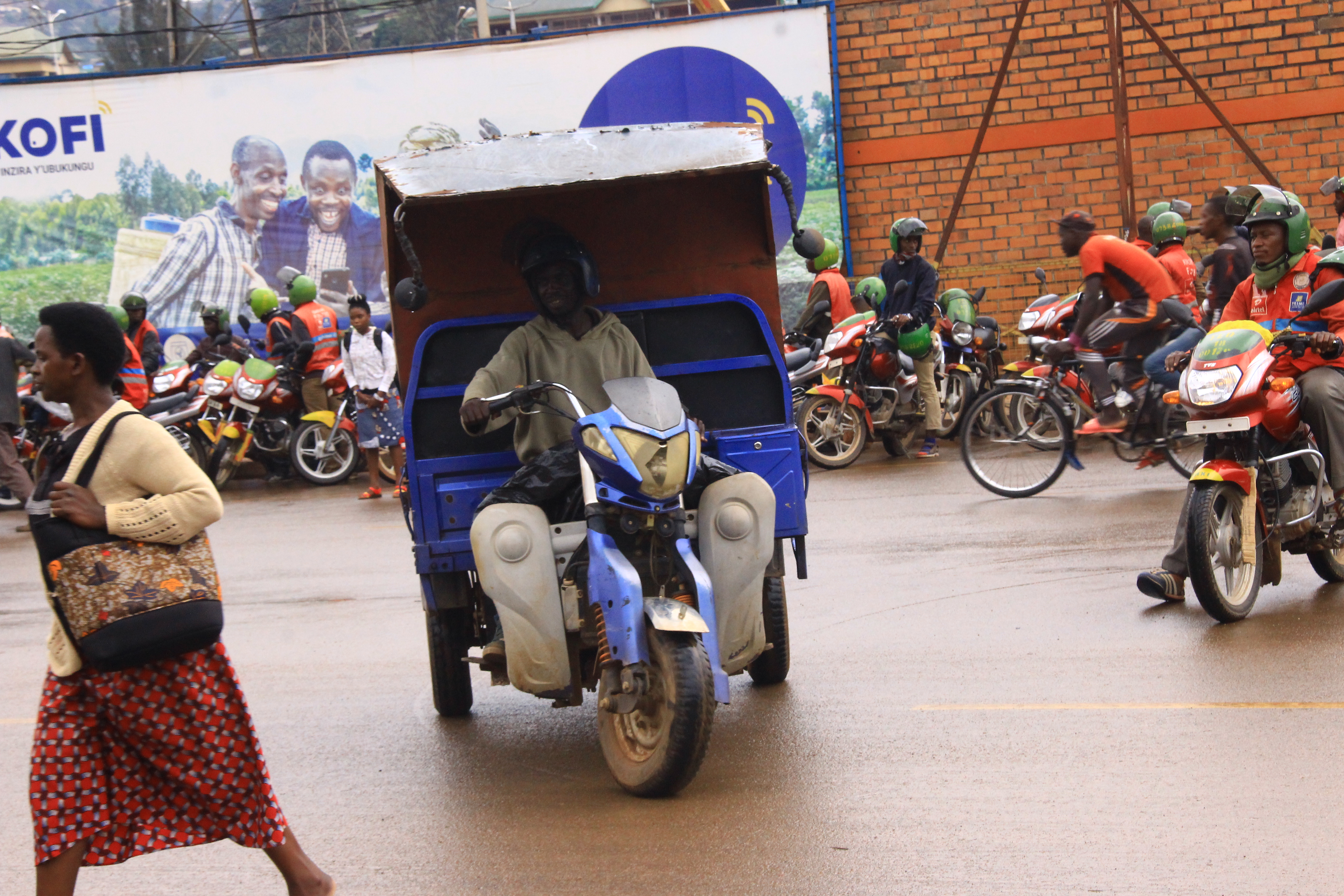
Tuk-tuk Lifan au Rwanda (2020).

Les motos sont vendues dans toute la Chine, elles sont exportées également en Asie du Sud-Est et dans divers pays en voie de développement. La pénétration dans les marchés des pays développés est plus difficile. En 2001, le groupe Lifan exporte pour la première fois au Japon. Il faut attendre 2003 pour que Lifan obtienne le label e-Mark (européen), ce qui lui permet d'exporter des deux-roues vers 18 pays d'Europe.
Le groupe Lifan est régulièrement accusé par Honda et BMW de copier divers modèles.

## Actions sociales
Le groupe Lifan finance la construction d'écoles en Chine: 
- Fondation d'écoles en Chine: 54 millions de yuans ont été dépensés pour 73 écoles, 100 nouvelles écoles devant être financées d'ici 2010.
- Achat de clubs de football: en 2000, Lifan a acheté pour 56 millions de yuan le club de football Huandao, autre action d'éclat; en 2003, Lifan a déboursé 38 millions pour racheter le club de football Hongta (Yunnan).